# Шпёрри, Даниэль
Даниэль Шпёрри (нем. Daniel Spoerri, настоящее имя Даниэль Исаак Файнштейн нем. Daniel Isaak Feinstein; 27 марта 1930, Галац — 6 ноября 2024, Вена, Австрия) — швейцарский художник-реалист, скульптор, режиссёр и танцор. Создатель направления Food Art.

## Жизнь и творчество

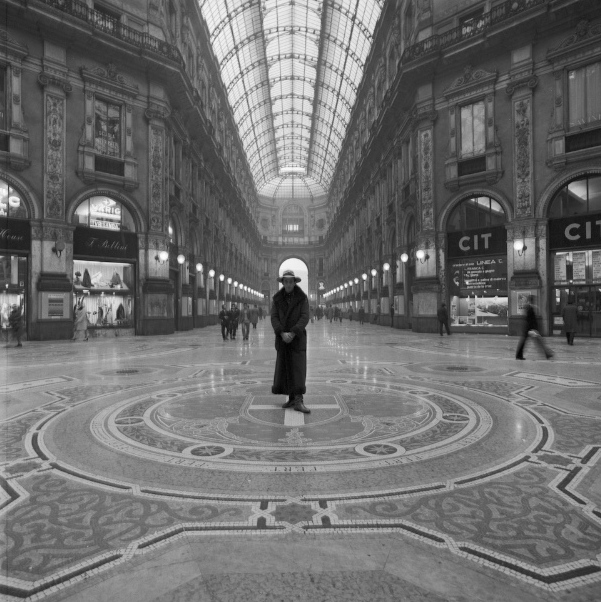
Portrait of Daniel Spoerri, Mailand, Photo: Lothar Wolleh

Родился в семье евангелического миссионера еврейского происхождения. В июне 1941 года отец будущего художника был убит румынскими фашистами во время Ясского погрома. Его жена, Лидия Шпёрри, вместе с сыном уезжает из Румынии в Швейцарию, гражданкой которой была. Даниэль взял фамилию матери и был усыновлён своим дядей, ректором Цюрихского университета. Получив экономическое образование, Шпёрри вначале работал продавцом и фотографом.
В 1949—1954 годах он учился танцу в Цюрихе и Париже. После обучения Д. Шпёрри — танцор-соло в Городском театре Берна, где исполняет авангардные сценки по Э. Ионеско, П. Пикассо и Ж. Тардье. В это же время пробует свои силы как режиссёр в короткометражном кино. В 1957 году он — ассистент режиссёра в Земельном театре Дармштадта.
Художник-самоучка, Даниэль Шпёрри в 1959 году уехал в Париж, где познакомился со скульпторами и художниками Жаном Тенгели, Арманом, Франсуа Дюфреном и Ивом Кляйном. Они совместно организовали авангардистское издательство МАТ. В Париже Шпёрри создаёт свои первые работы так называемого «предметного искусства», принёсшие ему известность — в первую очередь «картины-ловушки» (полотна или объекты, в которых «схвачены» элементы реальности). 27 октября 1960 года Шпёрри участвовал в создании художественной группы новых реалистов — совместно с Ж. Тенгели, Арманом, Р. Хайнсом, И. Кляйном, Ф. Дюрреном, П. Рестани и другими. В 1967—1968 годах жил на эгейском острове Сими (Греция), где создал серию из 25 художественных объектов под названием «Гастрономический дневник». В 1968—1972 годах возглавлял в Дюссельдорфе ресторан Шпёрри, организовывал и оформлял банкеты и приёмы в стиле «Нового реализма».
В 1978—1982 годах Д. Шпёрри преподавал в кёльнской Производственной школе, в 1983—1989 годах — в Академии изобразительного искусства в Мюнхене. В 1990 году художник переехал в Тоскану (Италия), где организовал Парк Скульптур «Иль Джардино» (Il Giardino), в котором многие скульптуры созданы самим Д. Шпёрри. С 2007 года мастер жил в Вене.
Умер 6 ноября 2024 года в возрасте 94 лет.

## Избранные выставки
- 1961 Первая персональная выставка в Галерее искусств Артуро Шварц Милана
- 1965 Выставка Ловушки для слов в Галереи Шварц, Милан
- 1968 Выставка Арс Мултипликата, Кунстхалле, Кёльн
- 1972 Обзорные выставки работ в Париже, Цюрихе, Амстердаме
- 1990 Обзорные выставки работ в Вене, Париже, Антибе, Мюнхене, Золотурне и Женеве
- 1992 Выставка работ в швейцарском павильоне на Экспо-92 в Севилье
- 2007 Выставка Последние Ужины в Галереи Стеллине в Милане
- 2012 Выставка в Музее Натуральной Истории Вены
- 2017 Выставка Автор Нового Реализмa. Даниэль Шпёрри, Музей Abattoirs (недоступная ссылка) в Тулузе
- 2017 Выставка Реорганизовать мир, Галерея Боксарт, в Вероне